# Péter Harrach
Péter Harrach (ur. 2 listopada 1947 w Budapeszcie) – węgierski teolog i polityk, w latach 1998–2002 minister, parlamentarzysta, jeden z liderów Chrześcijańsko-Demokratycznej Partii Ludowej (KDNP).

## Życiorys
W 1972 ukończył teologię na Rzymskokatolickiej Akademii Teologii w Budapeszcie. Był pracownikiem różnych parafii, a także urzędnikiem w strukturach Konferencji Episkopatu Węgier, w latach 90. wchodził w skład ministerialnej komisji ds. rodziny. W 1989 dołączył do Chrześcijańsko-Demokratycznej Partii Ludowej. Był przewodniczącym struktur dzielnicowych partii i radnym w Zugló. W 1995 został jednym z wiceprzewodniczących chadeków. W 1990 i w 1994 bez powodzenia kandydował do Zgromadzenia Narodowego. W 1997 opuścił swoje ugrupowanie, współtworząc jako wiceprzewodniczący Węgierski Sojusz Chrześcijańsko-Demokratyczny, z którym przyłączył się do Fideszu.
W 1998 Péter Harrach po raz pierwszy uzyskał mandat poselski, który utrzymywał w kolejnych wyborach w 2002, 2006, 2010, 2014, 2018 i 2022.
Od 1998 do 2002 sprawował urząd ministra spraw społecznych i rodziny w pierwszym rządzie Viktora Orbána. Przez kolejne dwie kadencje pełnił funkcję wiceprzewodniczącego węgierskiego parlamentu. W międzyczasie ponownie uzyskał członkostwo w KDNP, która w tym czasie stała się ugrupowaniem koalicyjnym (faktycznie satelickim) Fideszu. W 2010 Péter Harrach został przewodniczącym klubu poselskiego tej partii.